# Miles Heizer
Miles Heizer (Greenville (Kentucky), 16 mei 1994) is een Amerikaans acteur.

## Biografie
Heizer werd geboren in Greenville (Kentucky) in een gezin van twee kinderen, en op tienjarige leeftijd verhuisde hij met zijn familie naar Los Angeles.
Heizer begon in 2005 als jeugdacteur met acteren in de televisieserie CSI: Miami, waarna hij nog meerdere rollen speelde in televisieseries en films. Hij is vooral bekend van zijn rol als Drew Holt in de televisieserie Parenthood waar hij in 103 afleveringen speelde (2010-2015).

## Filmografie

### Films
Uitgezonderd korte films.
- 2023: Men of Divorce - als Mickey Pearce
- 2018: Love, Simon - als Cal
- 2017: Roman J. Israel, Esq. - als Kyle Owens
- 2016: Nerve - als Tommy
- 2015: Memoria - als Simon
- 2015: The Stanford Prison Experiment - als Marshall Lovett
- 2014: Rudderless - als Josh
- 2014: Memoria - als Simon
- 2007: Rails & Ties – als Davey Danner

### Televisieseries
Uitgezonderd eenmalige gastrollen.
- 2023: The Sisters - als Duncan - 8 afl.
- 2017-2020:13 Reasons Why - als Alex Standall - 48 afl.
- 2010-2015: Parenthood – als Drew Holt – 103 afl.
- 2007: ER – als Joshua Lipnicki – 4 afl.
- 2006: Ghost Whisperer - als Jake - Seizoen 2, afl. 3

- International Standard Name Identifier: 0000 0000 4036 4766
- Library of Congress Control Number: n2008014663
- Nationale Bibliotheek van Israël: 987007440138805171
- Virtual International Authority File: 21609866
- WorldCat: E39PBJfmmVXx6yvvvmpbdyVcT3